# The Javells
The Javells was een Britse northern soul-band.

## Geschiedenis
De band werd geleid door de Britse muzikant Stephen Jameson, die voorheen solo had opgenomen voor Pye Records en Dawn Records tijdens de jaren 1970 onder zijn eigen naam en de artiestennaam Nosmo King. Jameson was bekend door de single Teenage Love, waarvan de B-kant Goodbey Nothing to Say werd gekozen door Pye's Disco voor bewerking door The Javells.